# Заполье (Бежаницкий район)
Заполье — деревня в Бежаницком районе Псковской области России. Входит в состав  Лющикской волости.

## География
Расположена к северу от райцентра, посёлка Бежаницы, и к востоку от волостного центра, деревни Лющик.

## Население
| 2001 | 2002 | 2010 |
| ---- | ---- | ---- |
| 163  | ↗172 | ↘136 |

Численность населения по оценке на 2000 год составляла 162 жителя.

## История
С 1995 до 2005 года деревня входила в состав Бежаницкой волости.